# Конькобежный спорт на зимних Олимпийских играх 1936
Соревнования по конькобежному спорту на зимних Олимпийских играх 1936 прошли с 11 по 14 февраля. Впервые розыгрыш состоял из 4 дней, а не из 2, как было это раньше. Были разыграны 4 комплекта наград у мужчин.
В соревнованиях приняло участие 52 спортсмена из 16 стран. Дебютировали австралийцы и чехословаки. Забеги прошли на льду озера Рисерзе, на высоте 785 м над уровнем моря.
Все первые места заняли норвежцы. 3 из 4 (500, 5000, 10000) принёс Ивар Баллангруд. На прошлой Олимпиаде подобное сделали американцы, но на этой они удостоились лишь бронзы (500 метров).
Из-за финансовых проблем, от Канады участвовал только один спортсмен (19-летний Том Уайт).

## Медалисты
Медальный зачет
| Event        | Золото                   | Серебро                   | Бронза                    |
| ------------ | ------------------------ | ------------------------- | ------------------------- |
| 500 метров   | Ивар Баллангруд Норвегия | Георг Крог Норвегия       | Лео Фрайзингер США        |
| 1500 метров  | Шарль Матисен Норвегия   | Ивар Баллангруд Норвегия  | Биргер Васениус Финляндия |
| 5000 метров  | Ивар Баллангруд Норвегия | Биргер Васениус Финляндия | Антеро Ояла Финляндия     |
| 10000 метров | Ивар Баллангруд Норвегия | Биргер Васениус Финляндия | Макс Штипль Австрия       |

## Участвующие страны
17 конькобежцев участвовало во всех (4) дисциплинах. 
Список 52 конькобежцев из 16 стран:
- Австралия (1)
- Австрия (8)
- Бельгия (2)
- Канада (1)
- Чехословакия (2)
- Эстония (1)
- Финляндия (5)
- Германия (2)
- Венгрия (1)
- Япония (7)
- Латвия (3)
- Нидерланды (5)
- Норвегия (7)
- Польша (1)
- Швеция (1)
- США (5)

## Общий медальный зачет
| Место | Страна    | Золото | Серебро | Бронза | Всего |
| ----- | --------- | ------ | ------- | ------ | ----- |
| 1     | Норвегия  | 4      | 2       | 0      | 6     |
| 2     | Финляндия | 0      | 2       | 2      | 4     |
| 3     | США       | 0      | 0       | 1      | 1     |
| 3     | Австрия   | 0      | 0       | 1      | 1     |